# Phyllanthopsis arida
Phyllanthopsis arida là một loài thực vật có hoa trong họ Diệp hạ châu. Loài này được (Warnock & M.C.Johnst.) Voronts. & Petra Hoffm. mô tả khoa học đầu tiên năm 2008.